# Kévin Tillie
Kévin Tillie (Cagnes-sur-Mer, 2 de novembro de 1990) é um voleibolista profissional francês.

## Carreira
Kévin Tillie é membro da seleção francesa de voleibol masculino. Em 2016, representou seu país nos Jogos Olímpicos de Verão no Rio de Janeiro, que ficou em nono lugar.